# União São João Esporte Clube
Maillots
Dernière mise à jour : 14 avril 2020.
União São João Esporte Clube, communément União São João, est un club brésilien de football basé à Araras dans l'État de São Paulo, fondé le 14 janvier 1981.

## Palmarès
- Championnat du Brésil de Série B de football
  - Champion en 1996

- Championnat du Brésil de Série C de football
  - Champion en 1988

- Championnat de São Paulo de football D2
  - Champion en 1987

## Anciens joueurs
- Roberto Carlos da Silva
- Leonardo Lourenço Bastos
- Éder Aleixo de Assis
- Zé Carlos
- Luan
- Daniel João Paulo
- Romeu Pellicciari
- Francisco Lima

## Anciens entraîneurs
- Mário Peres Ulibarri